# 元寶暉
元寶暉（503年—？），河南郡洛阳县（今河南省洛阳市东）人，魏孝文帝元宏之孙，京兆王元愉次子，生母杨奥妃，北魏宗室。
508年，元愉据冀州谋反失败，与杨奥妃都被殺害。元寶暉兄弟四人以年幼獲免，均被囚禁，宣武帝崩後才得附于宗室属籍，元寶暉的大哥元宝月袭爵。元宝月死后儿子年幼，灵太后後又改封元宝暉临洮王。元宝晖去世后，528年，元宝晖的世子元钊被灵太后拥立为帝，不久即在河阴之变中被杀。
陈仲安等《北朝四史人名索引》第156页曾怀疑元宝月、元宝晖为一人。但据元宝月墓志，二人儿子信息不一，显然不是一人。

## 子
- 元钊，北魏幼主